# 张东辉
张东辉（1967年1月—），浙江舟山人，中国物理化学家，中国科学院大连化学物理研究所研究员。2017年当选为中国科学院院士。

## 生平
1985年毕业于舟山中学，保送至复旦大学物理系，1989年本科毕业。1988年报考中美联合培养物理类研究生计划，被纽约大学录取，师从张增辉教授。1994年获得纽约大学博士学位，随后在纽约大学和芝加哥大学进行博士后研究，1997年入职新加坡国立大学。2006年初，接受杨学明邀请，入职中国科学院大连化学物理研究所。